# Asociación Deportiva Municipal Puntarenas
Maillots
L'Asociación Deportiva Municipal Puntarenas est un club de football costaricien basé à Puntarenas.
Le club est sacré champion du Costa Rica lors de la saison 1985-1986. Le Municipal Puntarenas est aussi vice-champion du Costa Rica à l'issue des saisons 1977-1978, 1981-1982 et 1982-1983.

## Palmarès
- Championnat du Costa Rica
  - Champion : 1986
  - Vice-champion : 1978, 1982, 1983